# تيري رونلز
تيري رونلز (بالإنجليزية: Terri Runnels)‏ هي مقدمة تلفزيونية ومديرة (مصارعة محترفة) وعارضة وممثلة أمريكية، وُلدت في الخامس من تشرين الأول/أكتوبر 1966 في بالاتكا في الولايات المتحدة. بدأت رونلز مسيرتها المهنية في المصارعة معَ شركة ورلد تشامبيونشيب ريسلينغ (دبليو سي دبليو) تحت اسم السيدة ألكسندرا يورك قائدة الفرقة التي عُرفت في عالم المصارعة باسمِ مؤسَّسة يورك، ثمَّ انضمَّت لاحقًا إلى الاتحاد العالمي للمصارعة (دبليو دبليو إي) حيث عملت مع هذه الشركة لمدة ثماني سنوات.

## الحياة الشخصية

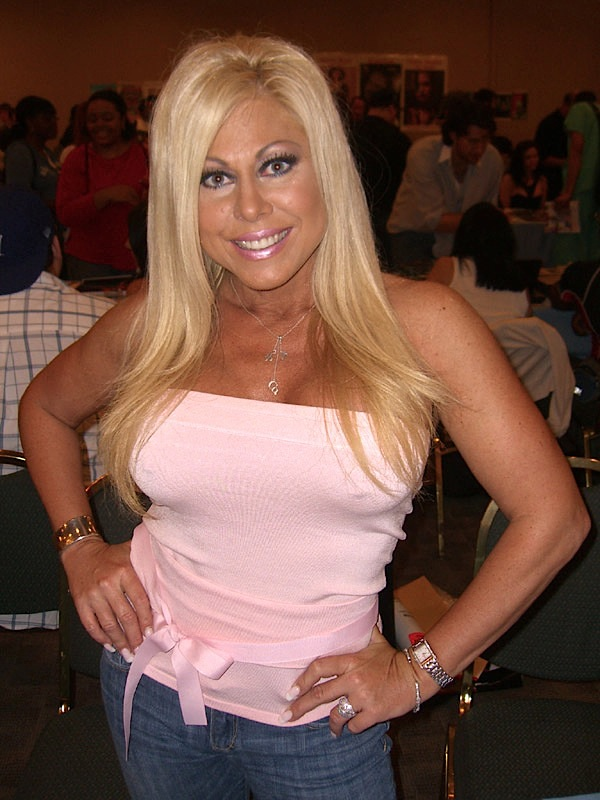
تيري رونلز، 2009

نشأت رونلز في فلوريدا وترعرت هناك. واعدت في بدايةِ مسيرتها المهنيّة (عام 1990) المصارع بريان بيلمان حينما كان الاثنانِ في دبليو سي دبليو، ثم انفصلا قبل أن تتزو عام 1993 من المصارع الآخر داستن رونلز (مشهورٌ أكثر بلقب غولدست) الذي التقت به بينما كانا يعملان في دبليو دبليو إي واتخذت اسمه الأخير على أنه اسمها الخاص. حصل الثنائيّ على ابنةٍ عام 1994 سمَّياها داكوتا. تسببت علاقة داستن رونلز المتوترة مع والده داستي رودس في مشاكل في زواجهما، وتزعمُ تيري أن داستي نشر شائعاتٍ عنها شملت الخيانة الزوجيّة والطمع في الثروة. انفصل الزوجانِ عام 1999 بعد ست سنوات من الزواج ثم تطلقا بعدها لكنهما ظلَّا صديقين.
بدأت عام 2003 علاقة مع تايري كلو وهو جندي أمريكي يصغرها بخمسة عشر عامًا. ظلَّ الثنائي معًا لأكثر من خمس سنوات، إلى أن بدأت تيري بمواعدة المصارع المحترف السابق نيو جاك في عام 2009 الذي أعلن حبه لها في مقابلة تلفزيونيّة، لكنَّ الثنائي انفصلا اعتبارًا من تموز/يوليو 2011. في جانبٍ آخرٍ وتحديدًا في آب/أغسطس 2011، أمر قاضٍ في فلوريدا جاك بالتوقف عن بيع الصور العاريّة والدموية لرونلز بعدما رفعت الأخيرة دعوى قضائية متهمًة شريكها السابق بالإدلاء بتعليقات تشهيرية عنها وطلبت من المحكمة منعه من توزيع صور جنسيّة صريحة لها. قال جاك إنه من التقط الصور وأنها تخصُّه وأنه يجب أن يكون حرًا في نقلها لمن يشاء، لكنَّ القاضي في سانفورد بولاية فلوريدا منعَ جاك ولو بشكلٍ مؤقتٍ من توزيع صور رونلز قبل جلسة الاستماع.
عملت رونلز مع العديد من المؤسسات الخيرية بما في ذلك مؤسسة مايك أ ويش (بالإنجليزية: Make-a-Wish Foundation)‏ وبيج براذرز بيغ سيتسترز أوف أمريكا (بالإنجليزية: Big Brothers Big Sisters of America)‏ وبويز أند جيرلز كلوب أوف أمريكا (بالإنجليزية: Boys &amp; Girls Clubs of America)‏ ومستشفيات شبكة معجزات الأطفال (بالإنجليزية: Children's Miracle Network)‏ وعدة مؤسسات أو جمعيّات خيرية أخرى، ثمّ بدأت في عام 2008 مسابقة بعنوان اجعل العالَم يَكتُب (بالإنجليزية: Make the World Write)‏ حيث كتبَ المتسابقون عن كيفية جعل العالم مكانًا أفضل.
قُبض على رونلز في التاسع والعشرين من أيار/مايو 2019 في مقاطعة هيلزبورو بولاية فلوريدا ووُجّهت لها تهمة حيازة سلاح ناري بعد إحضار مسدسٍ محشوٍّ إلى مطار تامبا الدولي. أُطلقَ سراحها لاحقًا بكفالة بقيمة 2000 دولار ثمّ نشرت مقطع فيديو قصيرٍ على صفحتها على موقع تويتر تشرحُ ما حصل بالضبط. جديرٌ بالذكرِ هنا أنَّ التهم الموجهة لرونلز على خلفيّة هذا «الحادث» قد أُسقطت جميعها بحلول حزيران/يونيو من عام 2019.

## المسيرة المهنيّة

### بطولة العالم للمصارعة إن دبليو آي (1988–1991)
كانت رونلز في الأصلِ فنَّانة مكياج تعملُ في شبكة سي إن إن في الفترةِ الممتدة من عام 1985 إلى 1991 حيث كانت تقومُ بشكل دوري بعمل مكياجٍ للمذيع والمقدم لاري كينج. وسّعت من نطاقِ عملها في وقتٍ لاحقٍ حيثُ أصبحت في عطلات نهاية الأسبوع تضعُ المكياج للمصارعين العاملين في شركة جيم كروكيت بروموشن (بالإنجليزية: Jim Crockett Promotions)‏. عندما أقدم رجل الأعمال والمستثمر الأمريكي تد تيرنر على شراءِ الشركة عام 1988 وأطلقَ عليها اسم ورلد تشامبيونشيب ريسلينغ (بالإنجليزية: World Championship Wrestling)‏ (تُعرف اختصارًا بدبليو سي دبليو)؛ انتقلت تيري رونلز إلى أتلانتا حيثُ استمرَّت في عمل المكياج لبعضِ المصارعين. طلبَ أولي أندرسون من رونلز أن تُصبح جزءًا من قائمة المصارعة الخاصّة بشركة دبليو سي دبليو باعتبارهِ مديرًا لهذه الشركة فقبلت ثمّ ظهرت لأول مرة عام 1990 تحت اسمِ ألكسندرا يورك ثم قادت تحالفًا عُرف باسمِ مؤسّسة يورك (بالإنجليزية: York Foundation)‏ إلى أن غادرت دبليو سي دبليو بعد عامينِ من الانضمام لها.

### دبليو دبليو إي

#### مساعدة جولدست (1996–1998)
ظهر رونلز لأول مرةٍ في دبليو دبليو إي (الاتحاد العالمي للمصارعة) في رويل رامبل عام 1996 باسمِ مارلينا وهي شخصيةٌ تُشابه نوعًا ما شخصيّة الفنانة والمغنيّة الألمانية مارلينه ديتريش ومنها استوحت تيري رونلز اسم شخصيّتها في عالم المصارعة. اقتضت شخصيّة مارلينا أن تكون المصارعة غيرُ مباليّة ولا مهتمّة بما يجري حولها، كما كانت تقضي معظم وقتها على الحلبة أو خارجها في تدخين سيجارٍ كبيرٍ ثمّ أصبحت مساعدةً لزوجها آنذاك داستن الذي كان يُصارع تحت اسمِ غولدست وبه اشتهر. أصرَّت رونلز على الظهور بالسيجار وهي تُدخن في شخصيتها في عالم المصارعة لأنها كانت تستمتعُ بالتدخين فعلًا في حياتها الواقعيّة. خلال نزاعٍ بين غولدست وتريبل إتش على بطولة القارات يوم السادس عشر من شباط/فبراير 1997 في عرض إن يور هاوس 13: فاينل تور (بالإنجليزية: In Your House 13: Final Four)‏، تعرضت مارلينا للضرب على يدِ شينا في ظهورها الأول على حلبة المصارعة والتي أصبحت في وقتٍ لاحقٍ مساعدةً أو حتى حارسةً شخصيّةً للمصارع تريبل إتش. تنازع فيما بعدُ المصارع براين بيلمان مع خصمهِ غولدست على مارلينا من أجل الفوزِ بها مساعدة شخصيّة له. فازَ بيلمان في نهايةِ المطاف بالمباراة وبالتالي بمساعدتهِ الجديدة مارلينا التي أرسلت للخاسر غولدست صورةً لها مكبلة اليدين في سرير. كانت برمجةُ دبليو دبليو إي (دبليو دبليو إف سابقًا) تقتضي أن تبلغ العداوة بين بيلمان وغولدست على مارلينا ذروتها حينما تتركُ الأخيرة غولدست في حفل زفافٍ على الهواء مباشرة ثمّ تذهب إلى بيلمان لكنّ موته غيّر القصّة المُبرمج والمعد لها سابقًا. عقبَ حلّ تحالف مارلينا-غولدست، عيَّن الأخير لونا فاشون مساعدة جديدة له.

#### فريق الأخوات الجميلات (1998–1999)
عادت رونلز للظهور مرة أخرى في عام 1998 تحت اسمها الحقيقي هذه المرة حيثُ برزت صديقةً للمُصارع فَال فينيس، لكنّ الأخير تخلى عنها حينما ادعت أنها حاملٌ بطفله. انضمَّت لاحقًا للمصارعة جاكلين مور التي كانت قد أنهت للتوّ تحالفها مع مارك ميرو من أجلِ شكيل فريق الأخوات الجميلات أو بريتي مين سيسترز (بالإنجليزية: Pretty Mean Sisters)‏ الذي شُكّل لاحقًا فعلًا بالتعاونِ معَ المصارعانِ دل براون ومارك هنري اللذان حظيا بمساعدةٍ من فريق الأخوات الجميلات على مقربةٍ من الحلبة في مباراتهما أمام فال فينس وذا جودفاذر في كانون الأول/ديسمبر في عرضِ روك بوتوم: إن يور هاوس (بالإنجليزية: Rock Bottom: In Your House)‏. زعمت رونلز في كانون الثاني/يناير الموالي أنها عانت من إجهاضٍ بعد أن أطاحها براون على الحلبة، ثمّ اكتشفَ الأخيرُ بعد أسابيعٍ أن رونلز لم تكن حاملاً أبدًا. عُرف فريق الأخوات الجميلات في فترةٍ من الفترات في عالم المصارعة وبين المعجبين باسمِ «عبد الحبّ» في إشارةٍ لكليف يستغلُّ الفريق المكوّن من تيري وجاكلين وريان شامروك وخاصّة الأولى جسدها لكسبِ المباريات وعقد التحالفات وما إلى ذلك. استغلَّ الفريقُ فعليًا جسده – في إطارِ برمجة دبليو دبليو إي – للتأثير أكثر في المباريات وإغواء الخصوم المحتملين والمنافسين وحتى الحلفاء إلى أن تفكَّكَ الفريقُ بحلول تموز/يوليو عندما أُصيبت جاكلين مور بالإحباط من افتتان رونلز بالمصارع ميت الذي أصبحَ في وقتٍ ما حليفًا لهنّ.

#### أحداث مختلفة (1999–2001)
رتَّبت رونلز بطولة تيري إنفيتاشيونال (بالإنجليزية: Terri Invitational Tournament)‏ في أواخر عام 1999 بين إيدج وكريستيان من جهة وهاردي بويز من جهة أخرى حيث توعَّدت الفائز في هذه الدورة بالحصولِ على «خدماتها الإداريّة» ومبلغ 100,000 دولار. فاز هاردي بويز بالبطولة التي اختُتمت من خلالِ تنظيمِ مباراة سلم في عرض نو ميرسي أو لا رحمة (بالإنجليزية: No Mercy)‏. أمضت رونلز الأشهر القليلة المُقبلة مع هاردي بويز مساعدةً لهما كما توعَّدت في بدايةِ البطولة حتى أُصيبت عندما نفذ عليها المصارع بوبا راي دادلي حركة الباور بومب متسببًا في أذيّتها. عادت رونلز في السابع والعشرين من شباط/فبراير في عرض نو واي آوت (بالإنجليزية: No Way Out)‏ لكنها تسببت في خسارة هاردي بويز لمباراةٍ مهمّةٍ خلال هذا العرض بسببِ تدخلها. أصبحت فيما بعدُ مساعدةً لإيدج وكريستيان واقتضت برمجةُ دبليو دبليو إي أن تُسبّب رونلز الخلاف بين المصارعينِ وهذا ما حصل حيث انفصلا وذهبَ كلٌّ واحدٍ في طريقه فيما تبعت تيري رونلز المصارع كريستيان وصارت مساعدةً له. أُعيد برمجة الحدث كما أُعيد كتابة القصّة خلال إحدى حلقات برنامج سماكداون! حيثُ كشف إيدج وكريستيان بشكلٍ مفاجئٍ أنهما سيُواصلانِ المصارعة كفريقٍ مستغنيانِ بذلك عن خدمات رونلز التي جُنَّ جنونها فصفعت إيدج الذي ردَّ على الصفعة بحركتهِ القاضيّة.
بدأت رونلز منافسة مع ذا كات (مع ماي يونغ) حيث هزمتها – بمساعدةٍ من المصارعة ذا فابيلوس مولاه – في راسلمينيا 2000 في مباراة نسائيّة خالصة. كانَ فال فينيس هو حكم هذه المباراة، وقد كان مشتتًا عندما قبّلته يونغ ردًا على محاولات جذبه من قِبل رونلز. استغلَّت مولاه الفترة التي لم يكن فيها الحكمُ متفطّنًا لما يجري داخل الحلبة فسحب ذا كات للخارج ثم أعلنَ فينيس – حينما رأى ذا كات في الخارج وهو عكس قوانين المباراة – انتهاء المقابلة لصالحِ رونلز. هاجمت كات بعد المباراة مباشرة منافستها رونلز من خلالِ تجريدها من بدلة الجسم السوداء لكشف جزءٍ من جسمها العاري الملوّن. استمرَّ التنافس بين المصارعتينِ من خلال تنظيمِ مباراة مصارعة ذراعيّة في عرضِ إنسوريكسشون. شاركت المصارعتانِ لاحقًا في مباراة ستينك فايس في عرض سامر سلام وهي المباراة التي انتهت لصالح كات حينما سدد لرونلز حركتها القاضيّة بعدما فشلت في ذلك عدة مرات من قبل.
أصبحت رونلز فيما بعد صديقة ومساعدة المصارع بيري ساتورن الذي كانت عضوًا في تحالف راديكالز. رافقت ساتورن إلى الحلبة في عرض فولي لوديد في تموز/يوليو 2000 حينما فازَ ساتورن في المباراة الرئيسيّة على إدي غيريرو متوَّجًا بالبطولة. دخل فريقُ راديكالز (المكوّن حينها من دين مالينكو وساتورن بمساعدةِ رونلز) في عداوةٍ معَ فريق إكستريم (هاردي بويز وليتا) حيثُ اشتبكَ الفريقانِ في عدّة مباريات. استمرت شراكة رونلز معَ ساتورن لمدة إلى أن أصابَ الأخير رأسه أثناء إحدى المباريات فقرَّر الاستغناء على تيري رونلز، التي أصبحت نتيجةً لذلك مساعدةً للمصارع رافين الذي دخل في عداوةٍ مع ساتورن صديق رونلز السابق.

#### الاحتراف (2001–2004)
حلَّت تيري رونلز في أواخر عام 2001 0 محلَّ تريش ستراتس كمضيفةٍ لبرنامج إكسيس (بالإنجليزية: Excess)‏، بعدما كانت النجمتانِ قد دخلتا في عداوةٍ قصيرةٍ بينهما في إحدى المباريات التي لُعبت في إطار برنامج راو. أصبحت رونلز خلال هذا الوقت أيضًا المحاورة وراء الكواليس في راو ودخلت أحيانًا في صراعاتٍ ضد بعض المصارعات أمثال مولي هولي وفيكتوريا وستراتس، كما ربطتها علاقة مصارعة طيّبة مع كين بل كانا يتبادلانِ الغزل وراء الكواليس. شاركت في السابع والعشرين من أيار/مايو 2002 في بطولة دبليو دبليو إي للهاردكور حيث نجحت تثبيت المصارع ستيفن ريتشاردز لكنّ ذلك لم ينفعها حيثُ قام هو بتثبيتها بُعيد لحظاتٍ حاسمًا المواجهة (واللقب) لصالحه. أجبرها أحد المسؤولين في الاتحاد العالمي للمصارعة وهو إريك بيشوف في حلقة التاسع عشر من آب/أغسطس من برنامج راو على المشاركة في مباراة باتل رويل أمام أبطال هاردكور سابقين مثل تومي دريمر وبرادشو وجيف هاردي. أقصت تيري رونلز نفسها بنفسها بُعيد بداية المباراة بقليل، لكنها عوضت ذلك في حلقة الثاني من أيلول/سبتمبر من برنامج راو حينما هزمت ستايسي كيبلر ومع ذلك فقد تعرضت لضربٍ شديدٍ من منافستها عدى عن الإهانة بعد المباراة ما أشعل فتيل عداءٍ قصيرٍ بين الاثنتين. كانت مباراتها الأخيرة جنبًا إلى جنب مع العائدة لعالم المصارعة ليتا حيث خسرتا ضدَّ مولي هولي وجيل كيم في حلقة العاشر من تشرين الثاني/نوفمبر من برنامج راو.
بعد ثماني سنواتٍ قضتها مع الشركة، فسخت دبليو دبليو إي في آذار/مارس 2004 عقدها معَ رونلز ومع عشرات المصارعين والمصارعات الآخرين. صرحت رونلز في مقابلةٍ لها جرت في نيسان/أبريل من عام 2015 معَ فينس روسو بأنها ذهبت في فاتح نيسان/أبريل 2004 إلى مكاتب دبليو دبليو إي للاجتماع مع المديرَيْن التنفيذيَيْن كيفن دن وجون لورينايتيس حيث قيل لها إنهم الشركة ستفسخُ عقدها معها دون تفسيرٍ واضحٍ للسبب. عادت تيري رونلز في الثاني والعشرين من كانون الثاني/يناير 2018 إلى دبليو دبليو إي من بوابة برنامج راو بعد غيابٍ دام 25 عامًا حيث كُرّمت مع مصارعات أخريات اعتُبرن من قِبل الشركة أساطير ساهمنَ في نجاحها وهنّ ذا بيلا توينز وماريس أوليت وكيلي كيلي وليليان غارسيا وتوري ويلسون وميشيل مكول وماريا كانيليس وجاكلين مور وتريش ستراتس.

## الظهور الإعلامي
ظهر رونلز في ثلاث ألعاب فيديو من دبليو دبليو إي. كان الظهور الأول في عالم الألعاب الإلكترونيّة مع لعبة دبليو دبليو إف راسلمينيا 2000 ثمّ ظهرت في دبليو دبليو إف نو ميرسي ودبليو دبليو إي راو 2. ظهرت رونلز أيضًا خلال فترة عملها في دبليو دبليو إف (دبليو دبليو إي حاليًا) في برنامج ذا ويكست لينك (بالإنجليزية: The Weakest Link)‏ الذي بُثَّ عام 2002 كجزءٍ من عرض خيري حيث كان جميع المتسابقين فيه من شخصيات دبليو دبليو إف. مثلت خلال العرض مؤسسة رونالد ماكدونالد هاوس الخيرية وهي المؤسسة التي تأوى بعض الأطفال والبالغين بتكلفة مخفضة أو بدون تكلفة، وكانت رونلز خلال هذا العرض الخيري رابع متسابقةٍ تُقصى جامعةً مبلغًا مقبولًا لصالح المؤسسة.

## قائمة أعمالها
| التلفاز | التلفاز | التلفاز        | التلفاز    |                                                                      |
| السنة   | العنوان | العنوان الأصليّ | الدور      | ملاحظات                                                              |
| ------- | ------- | -------------- | ---------- | -------------------------------------------------------------------- |
| 2000    | حريّة    | Freedom        | ساندي مولر | ظهرت في الحلقة التي صدرت تحتَ عنوان أساسينس (بالإنجليزية: Assassins)‏. |

## البطولات والإنجازات
- دبليو دبليو إف/دبليو دبليو إي
  - بطولة دبليو دبليو إي للهاردكور ( مرة واحدة[44])
  - جائزة سلامي (مرة واحدة)
    - أفضل ثنائي (1997 معَ غولدست[45])

## وصلات خارجية
- تيري رونلز على موقع دبليو دبليو إي (الإنجليزية)
- تيري رونلز على موقع CageMatch worker (الإنجليزية)
- تيري رونلز على موقع قاعدة بيانات المصارعة على الإنترنت (الإنجليزية)
- تيري رونلز على موقع عالم المصارعة على الإنترنت (الإنجليزية)
- تيري رونلز على موقع عالم المصارعة على الإنترنت (الإنجليزية)
- تيري رونلز على موقع IMDb (الإنجليزية)
- تيري رونلز على موقع قاعدة بيانات الفيلم (الإنجليزية)